# Polycarpa hartmeyeri
Polycarpa hartmeyeri är en sjöpungsart som beskrevs av Wilhelm Michaelsen 1927. Polycarpa hartmeyeri ingår i släktet Polycarpa och familjen Styelidae. Inga underarter finns listade i Catalogue of Life.